# Preußische T 33
Die Lokomotiven der Preußischen T 33 wurden für den Betrieb auf der Feldabahn im Großherzogtum Sachsen-Weimar-Eisenach im heutigen Thüringen gebaut und später als Baureihe 99.03 eingeordnet.

## Serie 1
Bei den beiden Loks fällt bei einigen Teilen die Ähnlichkeit mit der preußischen T 3 ins Auge. Im Gegensatz zu dieser hatte die T 33 allerdings eine Steuerung der Bauart Heusinger.
Ursprünglich trugen sie die Nummern 51 und 52. Nach Gründung der Reichsbahn wurden die Maschinen übernommen. Dort erhielten sie die Nummern 99 031 und 99 032. Mitgeführt wurden von den Maschinen 3,0 m³ Wasser und 1,0 Tonnen Kohle.

## Serie 2
Bis auf die Länge und die höhere Dienstmasse unterschieden sich die fünf Fahrzeuge der zweiten Serie nicht von den beiden der ersten Serie. Sie trugen die Nummern 53–57.
Nach Gründung der Reichsbahn wurden die Maschinen übernommen. Dort erhielten sie die Nummern 99 041–99 045. Drei Lokomotiven kamen zum Bahnbetriebswerk Neustadt der RBD Ludwigshafen und waren dort auf der Lokalbahn Speyer–Neustadt im Einsatz, 1955 bis 1957 wurden sie ausgemustert.
Mitgeführt wurden von den Maschinen 3,0 m³ Wasser und 1,0 Tonnen Kohle.

## Serien 3 und 4
Bei den beiden Fahrzeugen der dritten (Nr. 58–59) und den vier der vierten Serie (Nr. 60–63) wurden einige kleinere Änderungen vorgenommen. So hatten sie einen größeren Rost, aber eine kleinere Verdampfungsheizfläche und die Luftbehälter lagen nun unter dem Führerhaus. Die dritte Serie wurde noch 1912, die vierte 1914 geliefert.
Nach Gründung der Reichsbahn wurden die Maschinen übernommen. Dort erhielten sie die Nummern 99 051–99 052 und 99 061–99 063. Die Erfurt 63, mit etwas vergrößerten Vorratsbehältern, wurde 1924 verkauft und erhielt keine Reichsbahnnummer. Ausgemustert wurden alle Loks 1935.
Mitgeführt wurden von den Maschinen 3,0 m³ Wasser und 1,0 Tonnen Kohle.